# Lalla Carlsen

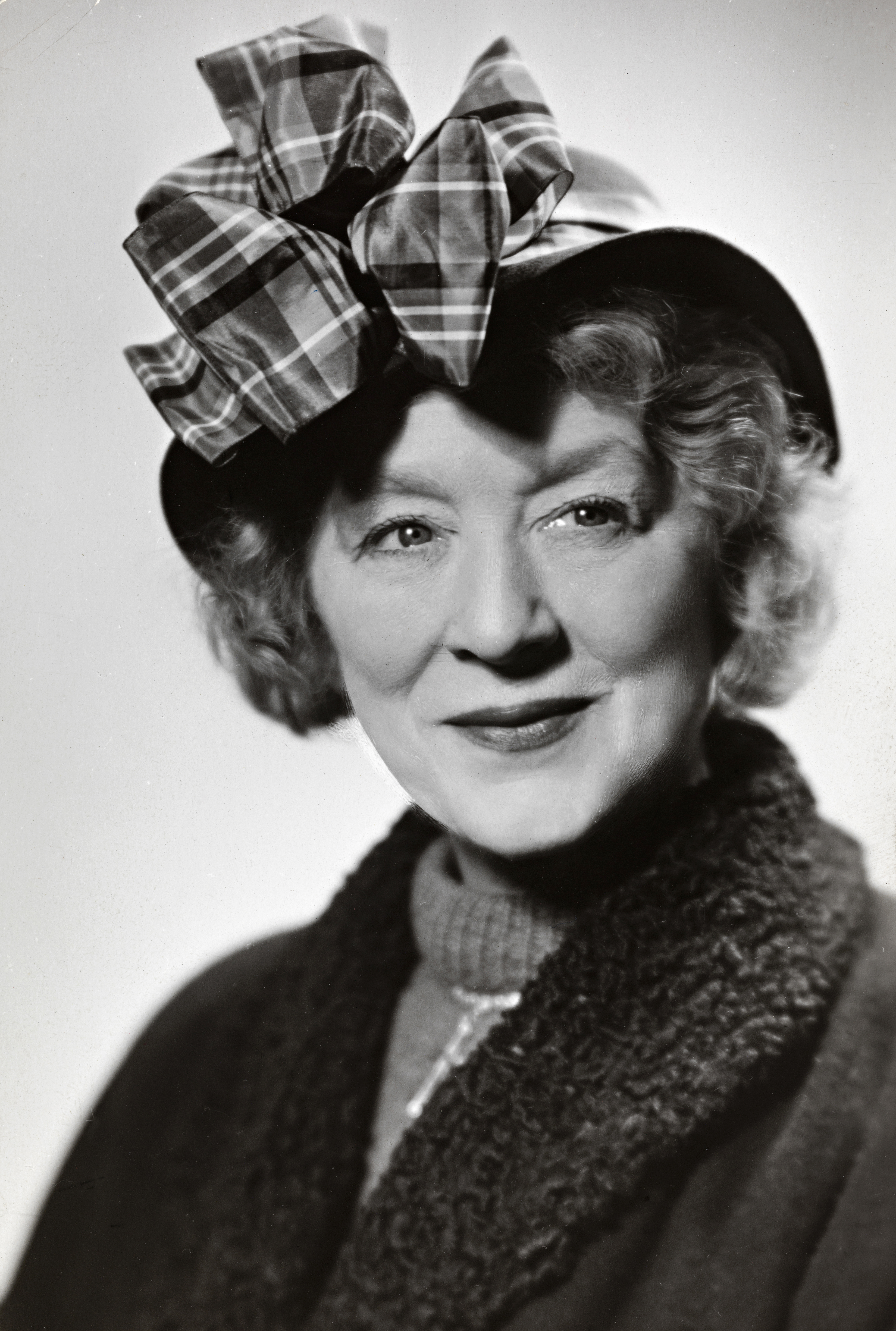
Lalla Carlsen

Lalla Carlsen (Haralda Petrea Christensen; * 17. August 1889 in Svelvik; † 23. März 1967 in Oslo) war eine norwegische Schauspielerin und Sängerin und eine der populärsten Revuekünstlerinnen Norwegens.

## Leben
Carlsen studierte von 1909 bis 1913 am Konservatorium von Kristiania Gesang und trat zunächst als klassische Sopranistin auf. Professionell debütierte sie 1914 in Arendal in Emmerich Kálmáns Operette Das Herbstmanöver mit der Norsk Operette-Selskap. Von 1915 bis 1947 gehörte sie mit zwei kurzen Unterbrechungen dem Ensemble des Chat Noir an. 1927–28 war sie im Casino in Kopenhagen engagiert, von 1940 bis 1943 im Carl Johan Teatret in Oslo.
Ihren Durchbruch hatte sie 1925 mit der Revue Summetonen, es folgten in der Vorkriegszeit weitere erfolgreiche Revuen wie Nå er'e vi som har makta (1928), Etter karnevalet (1930), Marsjkonkurransen (1932),  Norge, våkn opp! (1934, eine eindringliche Warnung vor dem aufkommenden Nationalsozialismus) und Mrs. Simpson (1937).  Zudem realisierte sie in dieser Zeit mehr als 40 Plattenaufnahmen.
Als Schauspielerin debütierte sie 1927 in dem Stummfilm Den glade enke i Trangvik. 1932 hatte sie die Hauptrolle in der Filmkomödie Lalla vinner. Neben dem Revuefilm Op med hodet (1932) waren das ihre einzigen Filmauftritte in der Vorkriegszeit. Zwischen 1947 und 1965 hatte sie kleine Nebenrollen in mehr als 20 Filmen, zuletzt auch noch einige Rundfunk- und Fernsehauftritte.
In der Kriegszeit am Carl Johan Teatret schrieb Carlsen Melodien für viele der Lieder, die den Hauptstamm ihres Repertoires bilden sollten, wie Han Jon (1941), Det sterke kjønn (1942), Ålreit (1943) und Madame Sans Gêne (1944). 1945 startete sie im Chat Noir die gefeierte Revue Norge i rødt, hvitt og blått. Ab 1947 war sie am Edderkoppen-Theater aktiv. Bekannt wurden Produktionen wie E' hel ei, e' halv ei (1955) und Se Det! (1957).
Daneben übernahm sie nun auch dramatische Rollen wie die der Mutter in Eugene O’Neills Schöne Jugend (mit Gisle Straume, Rogaland Teater 1952), der Celia Peechum Brecht/Weills Dreigroschenoper oder der Prostituierten Marthy in O’Neills Anna Christie (Riksteatret 1953). 1957 trat sie im Frogenerparken neben Espen Skjønberg als Mutter Aase in Peer Gynt auf. 1949 wurde sie mit der Köngens fortjenstmedalje ausgezeichnet. 1958 wurde sie Ehrenmitglied im Norsk Skuespillerforbund. Sowohl in ihrer Geburtsstadt Svelvik als auch in Oslo wurde eine Straße nach ihr benannt. Lalla Carlsen war seit 1917 mit dem Komponisten und Dirigenten Carsten M. Carlsen verheiratet.

## Filmografie
- 1927: Den glade enke i Trangvik
- 1932: Lalla vinner!
- 1934: Op med hodet
- 1947: Sankt Hans fest
- 1951: Ukjent mann
- 1953: Brudebuketten
- 1953: Ung frue forsvunnet
- 1955: Bedre enn sitt rykte
- 1955: Blodveien
- 1956: Kvinnens plass
- 1956: På solsiden
- 1958: Høysommer
- 1958: In so einer Nacht (I slik en natt)
- 1959: Støv på hjernen
- 1959: Hete septemberdager
- 1960: Millionær for en aften
- 1961: Bussen
- 1961: Sønner av Norge
- 1962: Tonny
- 1963: Freske fraspark
- 1964: Alle tiders kupp
- 1965: Hjelp – vi får leilighet!
- 1965: To på topp